# 周一鶚
周一鶚（1905年5月—1984年6月），又名周惠生，生於杭州，福建建陽縣崇雒鄉後佘村人。中國農工民主黨（農工黨）黨員。

## 生平
1925年北平高等師範學校生物系畢業，在李大釗幫助下簽證去法國留學，入波亞芝野大學讀書。1928年從法國回到南京，在上海他留學友湯孟林家，同章伯鈞進行十多次談話，接受章伯鈞要他受聘北師大教書機會在華北展開工作的安排。先後在北平師範大學、北平農學院、中法大學、輔仁大學和保定醫學院等院校任教授，擔任過北平中國大學生物系主任。
1928年底周一鶚與北平《民國日報》編輯黃讓之，河北省訓政學院少校教官周新民，三人成立了北平第一個農工黨小組。每星期日在周一鶚住處鮑家街丁字27號會面一次。郭冠傑來北平擔任女子文理學院秘書之後，加入小組活動。每次會面，主要是分析形勢，研究開展宣傳和發展組織等工作。
1930年5月，鄧演達回國，成立了“中國國民黨臨時行動委員會”。章伯鈞建議周一鶚接受武漢大學生物系聘書。8月份離開北平到上海。10月鄒大文、丘新民和周一鶚組成武漢市黨部。在18軍的團、營、連、排中發展黨員數十人。鄒、丘等人離開漢口之後，周一鶚成為湖北省委負責人，又兼長江軍事特派員。1931年8月鄧演達被淞滬警備司令部逮捕，周一鶚被牽連無法回武漢教書，農工黨派他和李世璋去北平，與在北平的章伯鈞一起去與馮玉祥商談，被聘在中法大學教書。1933年上半年，日軍逼近平津，馮玉祥決心舉兵抗日，打出“民眾抗日同盟軍”旗幟，周一鶚被委任為司令部秘書。7月民眾抗日同盟軍被國民政府鎮壓，周一鶚回北平教書。11月，李濟琛、黃琪翔、章伯鈞與19路軍蔣光鼐、蔡廷楷、陳銘樞在福建成立“中華共和國人民革命政府”，周一鶚奉命趕赴福州，任文化委員會委員。1934年初，任生產人民黨福州市委書記。1934年1月中旬，福建的人民革命政府被國民政府圍攻失敗。4月周一鶚攜李濟琛、陳銘樞密信，經香港到泰山見馮玉祥。9月，周一鶚到北平、在中法大學、中國大學、輔仁大學任教，並主持北方組織工作。
1938年2月，周一鶚辭去中國大學生物系主任職務，奉命往武漢。在武漢，黃琪翔、章伯鈞、彭澤湘商談後，決定周一鶚到福建省政府主席陳儀處做反蔣中正工作。由章伯鈞推薦給許世英聘為中央振濟委員會委員，派赴福建視察難民安置工作。到福建後，取得陳儀信任，任福建省振濟委員會常務委員代行主任委員職務，以後又任糧食局長。1941年秋，陳儀調離福建到重慶做行政院秘書長，周一鶚跟陳儀去了重慶，擔任行政院物資局顧問、國家總動員會議糧鹽組主任與黨政工作考核委員會政務處組長等職，1944年獲聘為台灣調查委員會委員。1945年8月，周一鶚隨陳儀接管臺灣，任第一任民政處長，兼任日僑管理委員會主任委員，主持在臺灣的日本僑民的管理與遣送工作。
1947年二二八事件爆發之際，臺灣長官公署秘書長葛敬恩（1949年投共）、民政處長周一鶚、財政處長嚴家淦、工礦處長包可永等陳儀在福建時期舊部被臺灣人團體指責為陳周遭貪官污吏之「四兇」，導致政治黑暗、米糧外流、人民無穀為炊，被指名要求究辦。
1947年周一鶚離台回上海任中央銀行、中央信訪局物資配給顧問委員會委員。1948年隨陳儀出任浙江省政府委員、省墾務委員會主任委員和全省農民學校籌備委員會主任等職。1949年初，策反陳儀的計畫失敗，遭到國民政府通緝。
中華人民共和國成立之後，周一鶚在上海復旦大學任生物系教授。“文革”期間調到圖書館工作，1976年文革結束，受聘為農工民主黨中央委員會顧問，農工民主黨上海市委聯絡委員會副主任、寶山縣對台工作委員會副主任。
1984年6月，周一鶚久病醫治無效，在上海逝世。